# Moschea di Piombo
La moschea di piombo (in albanese Xhamia e Plumbit), è una moschea ottomana di Berat, nel centro sud dell'Albania.

## Storia e descrizione
Fu costruita tra il 1553 ed il 1554 ed è chiamata così per via del rivestimento in piombo delle sue cupole a forma di sfera
Rientra nei monumenti culturali religiosi dell'Albania. Nel 2014 ha subito un profondo restauro su iniziativa del governo turco.
L'edificio presenta un ingresso sormontato da tre cupole, e una sala di preghiera, di forma quadrata, sormontata da una sola grande cupola.